# Epsilonoides pectus
Epsilonoides pectus är en rundmaskart som beskrevs av Steiner 1931. Epsilonoides pectus ingår i släktet Epsilonoides och familjen Epsilonematidae. Inga underarter finns listade i Catalogue of Life.